# Græsholm
Græsholm es un islote de Dinamarca, ubicado en el archipiélago Ertholmene, al nordeste de Bornholm. Ocupa una superficie de 9 ha, y su punto más alto se encuentra a 11 m s. n. m.
Entre la fauna más reseñable que compone la comunidad de Græsholm se encuentran la gaviota argéntea, el arao común y el alca torda.
- Datos: Q3358297
- Multimedia: Græsholm / Q3358297